# Goudvoorhoofdjufferduif
De goudvoorhoofdjufferduif (Ptilinopus aurantiifrons) is een vogel uit de familie Columbidae (duiven). 

## Verspreiding en leefgebied
Deze soort is endemisch in Nieuw-Guinea.